# Saunhac e Cambran
Saunhac e Cambran (en francès Saugnac-et-Cambran) és un municipi francès situat al departament de les Landes i a la regió de la Nova Aquitània.

## Demografia
| 1962                                       | 1968 | 1975 | 1982  | 1990  | 1999  | 2007  |
| ------------------------------------------ | ---- | ---- | ----- | ----- | ----- | ----- |
| 785                                        | 824  | 941  | 1.011 | 1.253 | 1.269 | 1.526 |
| Des de 1962: població sense dobles comptes |      |      |       |       |       |       |

## Administració
| Període   | Identitat      | Partit |
| --------- | -------------- | ------ |
| 2001-2008 | Fernand Sangla |        |
| 2008-     | Alain Forsans  | PS     |